# ミフリン砦包囲戦
ミフリン砦包囲戦（ミフリンとりでほういせん、英: Siege of Fort Mifflin）は、アメリカ独立戦争の1777年9月26日から11月16日に、デラウェア川沿いのアメリカ軍ミフリン砦をイギリス軍が海陸協働で囲んだ包囲戦である。イギリス軍の陸上砲台はジョン・モントレサー大尉が指揮し、イギリス海軍の戦隊は海軍中将リチャード・ハウが指揮した。アメリカ側はサミュエル・スミス中佐が指揮していた。包囲中にスミスが負傷し、指揮を継いだシメオン・セイヤー少佐が11月15日に夜に砦の守備隊を脱出させ、翌朝イギリス軍が砦を占領することで、最終的にはイギリス軍の勝利となった。当時ミフリン砦は川中の島にあったが、デラウェア川が流れを変えたために、現在ではその北岸、フィラデルフィア国際空港の近くにある。
1777年9月26日、イギリス軍北アメリカ総司令官ウィリアム・ハウ将軍の軍隊とドイツ人傭兵部隊がフィラデルフィア市を占領した後、物資の補給が重要な問題になった。デラウェア川の川中に浮かぶマッド島のミフリン砦と、ニュージャージー州レッドバンクにあるマーサー砦が障害となり、またアメリカ海軍代将ジョン・ヘイゼルウッドが指揮する小さな船隊もいて、イギリス海軍がフィラデルフィア市に物資を運び入れることを妨げていた。フィラデルフィア市が事実上アメリカ軍に封鎖されている事態で、ウィリアム・ハウとリチャード・ハウの兄弟は川の障害を取り除くためにミフリン砦に対する包囲戦を布いた。10月22日のレッドバンクの戦いでは、ドイツ人傭兵部隊が砦を強襲したが、大きな損失を出して失敗した。マッド島近くでイギリス海軍の艦船2隻が座礁し、翌日には破壊された。
アメリカ軍ジョージ・ワシントン将軍は、この包囲戦の間にミフリン砦を補強したが、守備兵の数が500名を超えることは無かった。イギリス軍は何度か挫折した後に、ミフリン砦に向けた砲台を確保し、艦船を集めることで、11月10日には砦への激しい砲撃を始めた。セイヤーはイギリス軍への反撃ができなくなったと判断し、残っていた兵士に夜陰に紛れて川を渡り、ニュージャージーに行くことを命じた。戦旗は翻したままにしていた。その後間もなくマーサー砦も放棄され、イギリス軍にとってデラウェア川が開放され、フィラデルフィア市占領は1778年6月まで続いた。

## 背景
1777年9月11日、ブランディワインの戦いでイギリス軍がアメリカ軍を破った後、ワシントン軍がペンシルベニア州チェスターへ後退するのをハウは追撃できなかった。アメリカ軍はデラウェア川沿いにあるその町から北東に行軍し、ダービーを抜けてミドルフェリーでスクーカル川を渡った。この渡し場からは北に動き、現在のイーストフォールズに行って、宿営を張った。その後の10日間で、イギリス軍はパオリの戦いなど小戦闘で勝利するも、両軍は小競り合いを続けた。9月22日夜、ハウはワシントン軍を出し抜き、バレーフォージ近くで無抵抗のままスクーカル川を渡った。9月26日、イギリス軍はアメリカ反乱軍の首都フィラデルフィア市を占領した。イギリス軍の進軍に直面した第二次大陸会議は、まずランカスター市に逃亡し、続いてヨーク市に移動した。

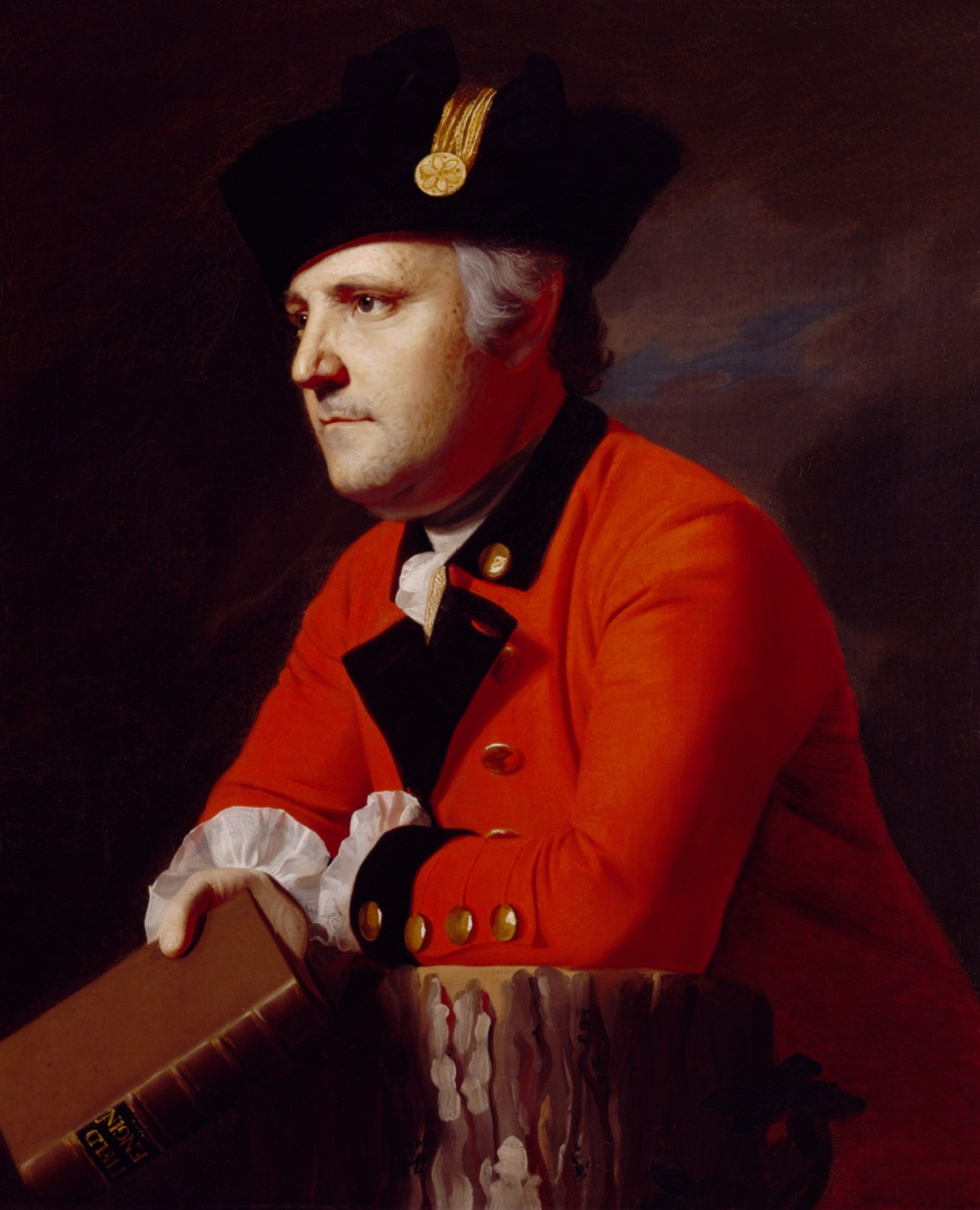
ジョン・モントレサー、1771年にマッド島砦を設計し、1777年にはその砦を攻撃した

この年の夏、フランス軍砲兵隊の専門家フィリップ・シャルル・トロンソン・デュ・クードレイがフランスから北アメリカに到着していた。大陸会議がクードレイを少将と兵站部総監に任命し、ワシントンはフィラデルフィア市の川の防衛を強化する任務を与えた。しかし間もなくクードレイの貴族的な雰囲気を快く思わない人が増えた。クードレイは別のフランス人工兵技師ルイ・レベグ・デュポーテイルと、如何に防御を固めるかについて喧嘩を始め、ラファイエット侯爵をすら怒らせることがあった。9月16日、クードレイが馬でスクーカル川に乗り入れたときに、馬が川に飛び込んだために溺れた。これに安堵する者も多かった。
マッド島の砦は1771年にイギリス軍工兵大尉ジョン・モントレサーが設計し、建設を始めていた。川面は石壁で囲われたが、資金不足のために工事は中断していた。イギリスとの戦争が始まった後、フランス人士官の間に内紛があったものの、砦の防備は木柵と土盛り塁壁を加えて完成していた。砦の西側と北側には兵士のための木製宿舎ができた。士官のためにはその近くに二階建ての建物が造られた。守備隊に入った兵士の証言に拠れば、マッド島南東端には18ポンド砲の砲台が造られた。南西端には32ポンド砲1門、12ポンド砲と18ポンド砲計4、5門で川を固めていた。島の北西端には12ポンド砲3門が据えられた。別の証言では、18ポンド砲10文が主砲台に据えられ、4つのブロックハウスのそれぞれに4門の大砲が置かれた。先を尖らせた木材が砦を囲み、川岸に沿った地面には落とし穴が掘られた。川中に張り巡らされた逆茂木でイギリス海軍の艦船がデラウェア川を遡行することを妨げていた。木材の頂部は鉄製の部品で覆われており、船の船長が向こう見ずに進んできたときは船底を破る恐れがあった。

## 包囲

### 準備
ルイス・ニコラ大佐がペンシルベニア民兵隊とともにミフリン砦を保持していたが、兵士の多くは野戦に不向きな者達だった。砦守備隊の約60名の中に、誰一人として大砲の操作法を知っている者はいなかった。フィラデルフィア市が占領されようとしていた9月23日、ワシントンはメリーランド第4連隊のサミュエル・スミス中佐に大陸軍分遣隊を付けて、マッド島の砦に送り込んだ。スミスの部隊には200名の兵士に、バージニアのロバート・バラード少佐、ロードアイランドのシメオン・セイヤー少佐、大陸軍砲兵隊のサミュエル・トリート大尉が加わっていた。しかし、ある証言ではセイヤーがミフリン砦に到着したのは10月19日になってからだった。イギリス軍がフィラデルフィア市に近付いていたので、この小部隊は回り道をしてミフリン砦まで行く必要があった。その最後の行程では、ジョン・ヘイゼルウッドが指揮するペンシルベニア海軍川船隊の援護で、ニュージャージーのレッドバンクからデラウェア川をマッド島まで渡る必要があった。ワシントンは、身長6フィート (180 cm) のプロイセン人で大佐のヘンリー・レナード・ダレント男爵にミフリン砦の指揮を命じていた。この男爵が病気で任務に就くことができなかったので、スミスが事実上の指揮官になった。事態をさらに複雑にしたのは、バージニア第7連隊のジョン・グリーン中佐がスミスよりは先任士官であり、10月18日に補強部隊と共に到着したことだった。スミスはヘイゼルウッドとの仲が良くなく、その意見の食い違いが間もなく明白になった。10月4日、ワシントン軍はジャーマンタウンの戦いでハウ軍と戦ったが敗れた。

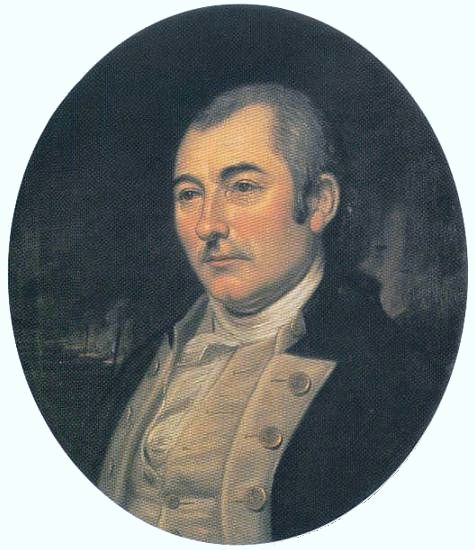
ジョン・ヘイゼルウッド

イギリス軍がプロビンス島やカーペンター島を利用するのを阻止するために、アメリカ軍は川岸の堤防を破壊した。この動きにより、イギリス軍は堤防の上に砲台を築くことを強いられ、膝まで水に浸かって働かされた。その難しさを示す一例として、大砲を運んでいた船がスクーカル川で沈んだときに榴弾砲1門を失い、兵士1人が溺死した。10月10日夜、ジョン・モントレサーが大尉がその部下に、砦とは対岸にあたるカーペンター島で砲台の工事を始めさせた。この時点でイギリス軍は既にスクーカル川河口近くに2か所砲台の建設を終えていた。10月11日、ヘイゼルウッドとスミスは協働し手漕ぎガレー船で土木工作隊に攻撃を掛けた。この時1名が戦死、1名が負傷したが、工作を行っていた第1擲弾兵大隊の2人の士官と56名の兵が白旗を揚げた。工兵大尉ジェイムズ・モンクリーフがドイツ人傭兵の救援隊を率いて到着する前に、捕虜達はアメリカの船に移された。この失敗に対し、イギリス軍は2人の士官を軍法会議に掛けた。
10月15日、フランス人工兵技師のフランソワ＝ルイ・テセドル・ド・フリューリー少佐が砦に来て、スミスにとっては大きな手助けになった。デュ・クードレイと共にアメリカに来ていたフリューリーは防御の改善に取りかかった。防柵越しに発砲する兵士のために発砲用踏み段を造り、主砲台を支えるレダンを構築し、砦の中心に最後の方形堡を建設し、その他にも砦の足りない所を修正した。15日にはトマス・ペインがこの砦を訪れ、その日敵弾30発が落ちてくるのを観察した。10月20日、イギリス軍の赤熱弾が北西のブロックハウスに落ちて小さな爆発を起こした。21日になってダレント男爵が来て指揮を執った。このプロイセン人が砦を巡視しているときに、スミスとフリューリーは損傷を受けたブロックハウスから怯えた男が走り出るのを、衝撃と嘲りの心で見ることになった。ダレント男爵はこの砦が防御不能であると宣言し、病気を理由に10月27日にはマッド島を離れ、戻って来なかった。

### 10月22日-23日

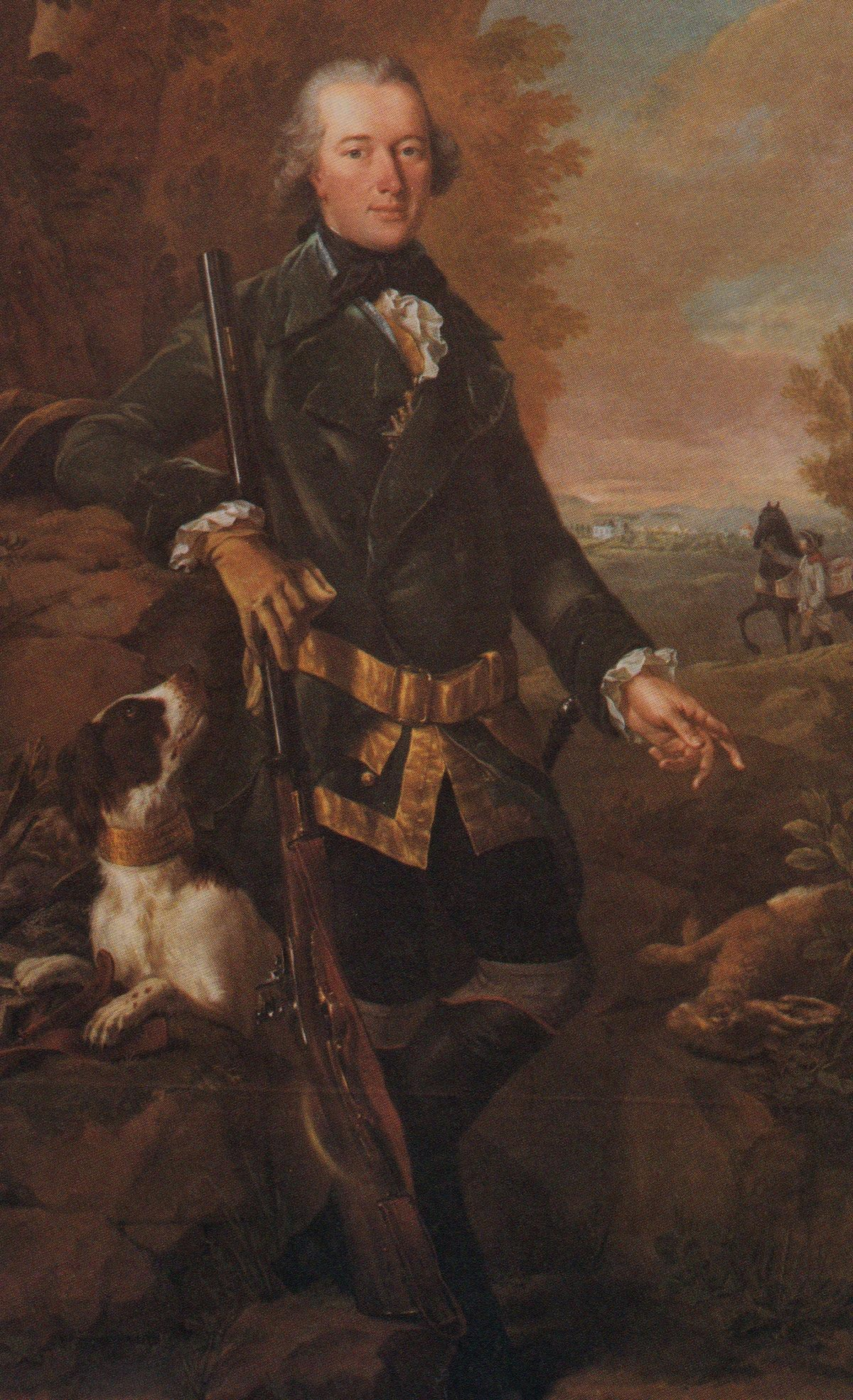
カール・フォン・ドノープ

カール・フォン・ドノープ大佐の指揮するドイツ人傭兵部隊が10月22日のレッドバンクの戦いでマーサー砦を攻撃した。クリストファー・グリーン大佐の指揮するロードアイランド第1連隊が、9月29日にニューヨーク州ピークスキルを発ち、10月11日にやっと砦に到着していた。イズラエル・アンジェル大佐のロードアイランド第2連隊がその1週間後にレッドバンクに到着し、セイヤー少佐に150名の兵士を付けて、ミフリン砦の防衛に送り込んだ。マーサー砦がまさに攻撃を受けようとしていることが明らかになると、セイヤーとその部隊はマーサー砦の防衛を支援するために、再度川を渡った。ドノープが砦に対して2度降伏を進言し、その度に拒絶されると、強襲をかける決断をした。ロードアイランド兵はドイツ兵が逆茂木の所まで来るのを待って発砲した。その結果は一方的な殺戮になった。グリーンの守備隊は戦死14名、負傷21名、捕虜1名を出したが、敵には戦死90名、負傷227名、捕虜69名という被害を出させた。ドイツ兵は士官を高い比率で失い、その中には致命傷を負ったドノープもいた。

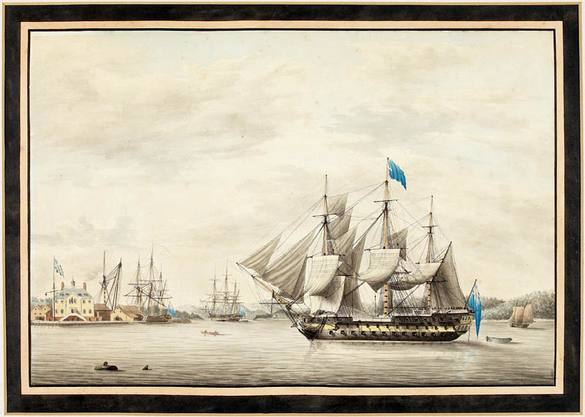
この絵のHMSエイジアと同型のHMSオーガスタ、2階の甲板に64門の大砲を搭載していた

翌日もイギリス軍にとって大きな惨事がおきた。マーサー砦強襲を支援するために、ハウ提督の艦隊から戦隊が派遣され上流に向かっていた。この戦隊は戦列艦HMSオーガスタ（大砲64門搭載）に乗艦したフランシス・レイノルズ海軍大佐が指揮していた。戦隊は他にサミュエル・リーブ海軍中佐の指揮するスループ艦のHMSマーリン（大砲18門搭載）、アンドリュー・スネイプ・ハモンド海軍大佐の指揮するフリゲート艦HMSローバック（大砲44門搭載）、ウィルキンソン海軍大佐のフリゲート艦HMSパール（大砲32門搭載）、ヘンリー・ベルー海軍大佐のフリゲート艦HMSリバプール（大砲28門搭載）が従っていた。砦の大砲が制圧されたときにはマッド島に水陸連携した攻撃を行うためにイギリス軍擲弾兵200名が待機していた。
ミフリン砦を砲撃しているときに、オーガスタとマーリンの2隻が座礁した。その夜に満潮になったが、逆風のためにこれら艦船が逃げ出すための十分な水深を確保できなかった。10月23日、アメリカ軍の砲撃はこの動きの取れない2隻に集中された。HMSアイシス（大砲50門搭載）が座礁したオーガスタの側で救援にあたった。イギリス側の証言では、アメリカ軍の砲撃で僅かな損傷しか生じなかったが、艦船の大砲から火の気が上がり、オーガスタは炎に包まれた。アメリカ兵によれば、ミフリン砦から放たれた赤熱弾の運の良い1発が当たったか、艦船からの失火が広がったかだと言っていた。砦のあるアメリカ兵は、火がオーガスタの船尾から始まり、炎が急速に広がったと記していた。正午頃、オーガスタが大爆発を起こし、その突風でフィラデルフィア市の窓ガラスを壊した。モントレサー大尉に拠れば、水兵60名、中尉1名、および艦長が水中でもがいている間に死亡した。爆発音は30マイル (38 km) 近く離れたトラップでも聞かれた。オーガスタが破壊された後、マーリンの乗組員も自艦に火を付け、艦を放棄した。最後はマーリンも規模は劣るも爆発を起こした。

### 包囲戦の頂点

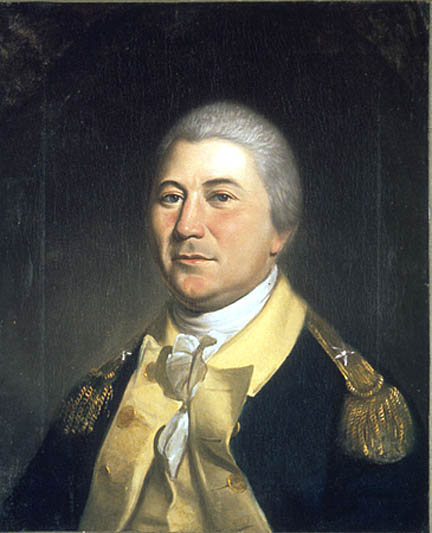
ジェイムズ・ミッチェル・バーナム

10月26日からは北東風が吹き、嵐が3日間続いて、暴風と車軸を流すような雨に見舞われた。マッド島には2フィート (600 mm) の雨が降り、プロビンス島とカーペンター島も同じような状況だった。両軍の砲撃が止み、どちらも乾燥した場所を見つけようとしていた。11月1日までに、アメリカ軍はフィラデルフィア市にいるイギリス軍を事実上封鎖していた。ハウ軍は食料、ラム酒、衣類、金に不足するようになった。モントレサー大尉は適切な大砲と弾薬が不足していることに苦情を言っていた。イギリス軍は平底船の船団を組んでフィラデルフィア市に物資を輸送することを強いられた。ミフリン砦とペンシルベニア海軍からの砲撃で沈没させられることを防ぐために、移動は夜に行い、完全な静寂を保つ必要があった。ドイツ兵大尉ヨハン・フォン・エバルトは、水兵にその危険な仕事をさせるために、完全に酔わせておいたと記した。

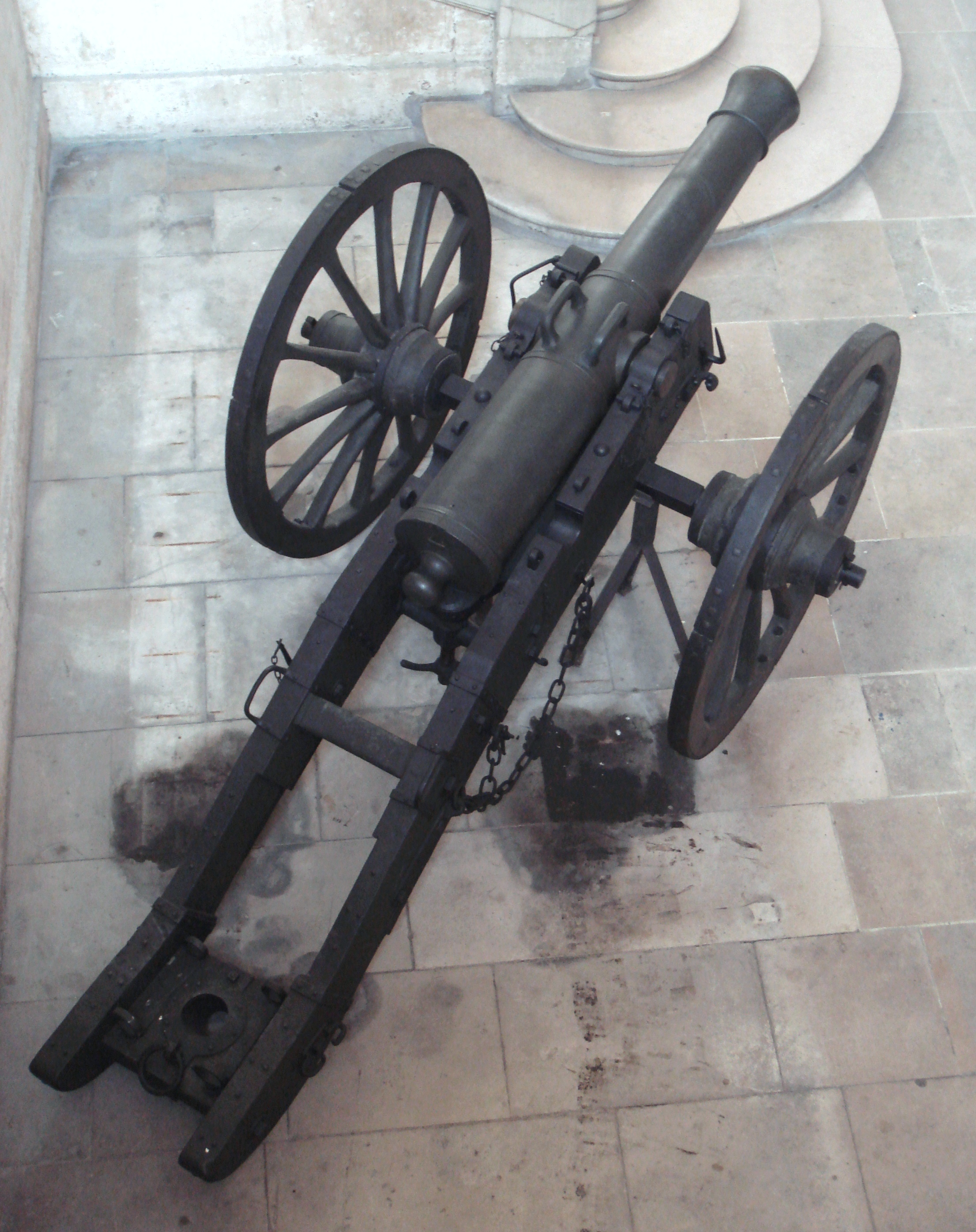
フランス軍の12ポンド砲、後年（1794年-1795年）のもの

ワシントンは10月29日に開催した作戦会議で、ジェイムズ・ミッチェル・バーナム准将にデラウェア川防衛の任務を命じた。バーナム旅団に属するロードアイランド2個連隊は既に砦の任務に就いていた。その後旅団の残り2部隊も戦闘に参加することになった。11月3日、バーナムはコネチカット第4連隊と同第8連隊をミフリン砦防衛に派遣した。
11月10日、モントレサー大尉は砦を落とすための最後の準備を行った。その日までに32ポンド砲2門、24ポンド砲6門、18ポンド砲1門に加え、8インチ榴弾砲2門、8インチ迫撃砲2門、13インチ迫撃砲1門を用意した。この日両軍は500ヤード (460 m) 離れて砲撃戦を行った。アメリカ兵に損失は出なかったが、島西側の木柵の大半が壊された。11月11日、トリート大尉がスミスと話をしているときに、近くに落ちた砲弾の爆風で戦死した。その日遅く、スミスが兵舎にいるときに、砲弾が煙突を破壊して落ち、スミスの左腰に当たった。崩壊した煙突からは煉瓦で守られ、手首を脱臼したが、砲弾が不発弾だったのでスミスは助かった。
負傷したスミスは船でレッドバンクに渡され、守備隊の指揮官が居なくなった。バーナムは、その部隊がイギリス軍歩兵の襲撃には耐えられるが、間断無い砲撃で兵士の命を奪っていると報告した。フリューリーはワシントンに宛てて、大砲は2門を除いて砲架から外されたが、守備兵は毎夜木柵の修復を行うことができると書き送った。砦の中で唯一安全な場所は東側の溝であり、フリューリーはそこに行って兵士達に作業の詳細を説明し、のろのろする者はその指揮杖で追い立てた。スミスが去った後の指揮を継ぐ者は、コネチカットのジャイルズ・ラッセル大佐だったが、ラッセルはそれを辞退し、召還を求めた。11月12日、セイヤー少佐が砦の指揮官を受け入れた。

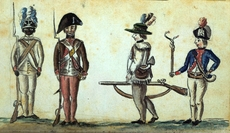
1781年にヨークタウンでフランス人が描いたアメリカ兵。左端のアフリカ系アメリカ人はロードアイランド第1連隊の兵士

ウィリアム・ハウ将軍は11月9日に軽装歩兵と近衛歩兵の分遣隊を編成し、第4代準男爵ジョージ・オズボーン中佐の指揮下に置いた。この部隊は13日には準備を終え、第27歩兵連隊と第29歩兵連隊に支援されることとされた。11月14日までにイギリス軍は、32ポンド砲4門と24ポンド砲6門を2か所の砲台に据え終わり、日々の砲撃を加速させた。その夜、ミフリン砦から輸送船団に砲撃があったが、損失を与えられなかった。
イギリス軍はHMSビジラント（大砲20門搭載）を上流に向かわせ、砦攻撃に参加させた。ビジラントは元々海軍の輸送船エンプレス・オブ・ルシアだった。1776年6月に岸への砲撃を意図して改装されていた。そのために24ポンド砲14門、9ポンド砲2門、6ポンド砲4門を搭載していた。イギリス軍は攻撃の前にビジラントの舷側を強化し、24名の狙撃兵と50名の砲手を加え、右舷にはさらに大砲2門を追加した。艦の安定性を確保するために水の入った樽を左舷に置いた。ジョン・ヘンリー・海軍中佐が指揮官だった。満潮にも助けられビジラントはマッド島とデラウェア川北岸の間の浅い水路を進み、11月15日午前8時に所定の位置に着いた。これに輸送船を改装し18ポンド砲3門を乗せたスループ艦フュアリーが従い、20ヤード (18 m) の距離から砦への砲撃を開始した。主水路の方では、HMSサマセット（大砲70門搭載）、アイシス、ローバック、パールが遠距離からその舷側の砲撃を加えた。
セイヤーは危険な場所へ32ポンド砲を移動させるよう命じた。ビジラントが所定の場所に着くまでに、その大砲から14発が放たれた。浮かぶ砲台（ビジラント）が碇を降ろすと、砦は縦射を受ける危険な位置に置かれた。1発の砲弾が大砲1門に取り付いていたアメリカ砲手5名を殺した。ある守備兵は、その兵士達が「炙られた魚のように裂けた」と記していた。セイヤーはヘイゼルウッドからの救援を要請する困窮信号を挙げるよう命じたが、そうするためには砦の軍旗をまず降ろす必要があった。イギリス軍砲手が砲撃を止め、勝利を予測する歓声を上げ始めると、セイヤーの指揮官達は軍旗を即座に再掲揚することを要求した。砲撃が再開され、砲兵軍曹は軍旗が砲弾に半分に避けて、次の犠牲者になったと詳述している。その日の午後、砲弾が当たった兵舎から飛んできた木片が砲兵大尉ジェイムズ・リーを倒し、フリューリーを気絶させた。ヘイゼルウッドの船舶がビジラントとフュアリーを攻撃しようとすると、イギリス海軍戦隊からの砲撃で後退させられた。この時までに砦の内部は砲弾の通った溝ができ、兵舎とブロックハウスも壊されていた。
オズボーンは平底船8隻にそれぞれ35名の兵士を乗せ、その襲撃の第一波に送る作戦だった。ハウは400名の襲撃隊に命令を出すことを拒み、満潮を待ち、守備隊が砦を放棄することを期待していた。その夜、セイヤーは砦を放棄する命令を出した。生存兵300名と、持ち出せる装備を持って、レッドバンクに渡った。セイヤーは選抜部隊40名を連れてとって返し、夜中に兵舎を焼き払い、直ぐにニュージャージーで部隊に合流した。セイヤーは最後に生還した者だった。

## 戦いの後
11月16日午前6時、ビジラントから海兵の乗ったボートを出し、まだ翻っていたアメリカ軍旗を降ろさせた。その2時間後、オズボーンの部隊がにわか雪の中を上陸し、廃墟となった砦を占領した。かれらはただ1人のアメリカ脱走兵に迎えられ、セイヤーの部隊は戦死50名、負傷70ないし80名の被害を出したことを告げられた。歴史家のマーク・M・ボートナー3世は、守備隊450名と援軍があったことから計算してアメリカ軍の損失を総計250名と推計した。包囲戦の最終段階でイギリス軍は7名が戦死、5名が負傷した。勝ったイギリス軍も砦の受けた破壊の様子と、内部に飛び散った地や脳髄の様子を見て愕然とした。兵士達が靴や衣類を漁ることに忙しかった一方で、イギリス軍士官は守備隊が勇敢だったことをその文書で認めていた。
チャールズ・コーンウォリス中将が2,000名を率いて川を渡った。この脅威を目にしたグリーン大佐はマーサー砦を明け渡し、コーンウォリスはそこを11月20日に占領した。砦が失われたために、ヘイゼルウッドはその夜に船隊に火を付けさせ、イギリス軍による捕獲を免れさせた。デラウェア川はイギリス海軍が支配するところとなり、フィラデルフィア市を占領するイギリス陸軍は補給を受けられるようになった。続く11月25日にグロスターの戦いが起こり、コーンウォリスの部隊はニュージャージーから撤退した。